# سنتینا
سنتینا (به انگلیسی: Sainthia) یک منطقهٔ مسکونی در هند است که در منطقه سوری سردار واقع شده‌است. سنتینا ۱۶ کیلومتر مربع مساحت و ۴۴٬۶۰۱ نفر جمعیت دارد و ۵۴٫۹۴ متر بالاتر از سطح دریا واقع شده‌است.